# باول هنري والش
باول هنري والش (بالإنجليزية: Paul Henry Walsh)‏ هو كاهن كاثوليكي أمريكي، ولد في 21 أغسطس 1937 في بروكلين في الولايات المتحدة، وتوفي في 18 أكتوبر 2014.